# Abierto de Australia 1998
Lista de los campeones del Abierto de Australia de 1998:

## Individual Masculino
Petr Korda d.  Marcelo Ríos, 6-2, 6-2, 6-2 (Petr Korda más tarde fue sancionado por dopaje durante el torneo)

## Individual Femenino
Martina Hingis d.  Conchita Martínez, 6-3, 6-3

## Dobles Masculino
Jonas Björkman/ Jacco Eltingh

## Dobles Femenino
Martina Hingis/ Mirjana Lučić d.  Lindsay Davenport/ Natasha Zvereva

## Dobles Mixto
Venus Williams/ Justin Gimelstob
| Predecesor: 1997                           | Abierto de Australia 1998 | Sucesor: 1999                         |
| Predecesor: Abierto de Estados Unidos 1997 | Grand Slam 1998           | Sucesor: Torneo de Roland Garros 1998 |

- Datos: Q661278
- Multimedia: 1998 Australian Open / Q661278